# Stazione di San Giuliano Terme
La stazione di San Giuliano Terme, in origine detta Bagni di San Giuliano, serve l'omonimo comune termale alle pendici del monti Pisani posto lungo la ferrovia Lucca-Pisa.

## Storia

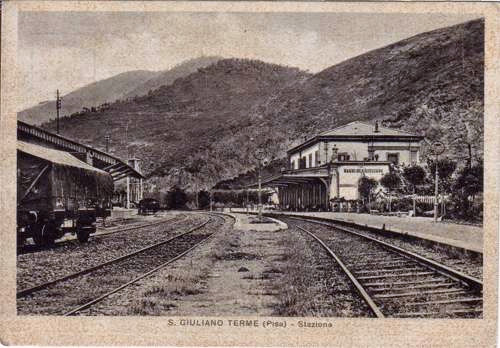
Veduta della stazione prima dell'elettrificazione

La stazione fu inaugurata il 25 settembre 1846, contestualmente all'apertura del tratto proveniente da Ripafratta, allora località di confine e sede della dogana di Cerasomma, della costruenda ferrovia internazionale Lucca-Pisa.
Analogamente a quello della citata Ripafratta, il primitivo fabbricato viaggiatori di San Giuliano fu progettato da Enrico Pohlmeyer ed era dotato di una lunga pensilina larga 12 metri, con tetto a capriate in legno rivestito da elementi in cotto che poggiava su 17 arcate fra pilastri in mattoni a vista e ricopriva i due binari di corsa. Di tale fabbricato oggi non rimane nulla.
Posteriormente al 1878 all'edificio originale fu aggiunta una struttura a due piani ed una pensilina esterna in ghisa.
Nel 1905 lo spiazzo antistante alla stazione, che si trova tutt'oggi ad una quota inferiore a quella del piano del ferro, venne acquisita dalle neocostituite Ferrovie dello Stato, allo scopo di migliorare l'inserimento della stazione nel centro abitato.
Un'ulteriore significativa trasformazione si ebbe nel 1928, quando il fabbricato viaggiatori fu alzato di un piano e dotato di due corpi laterali adibiti a civile abitazione.

Fino al 1936 era denominata "Bagni di San Giuliano".

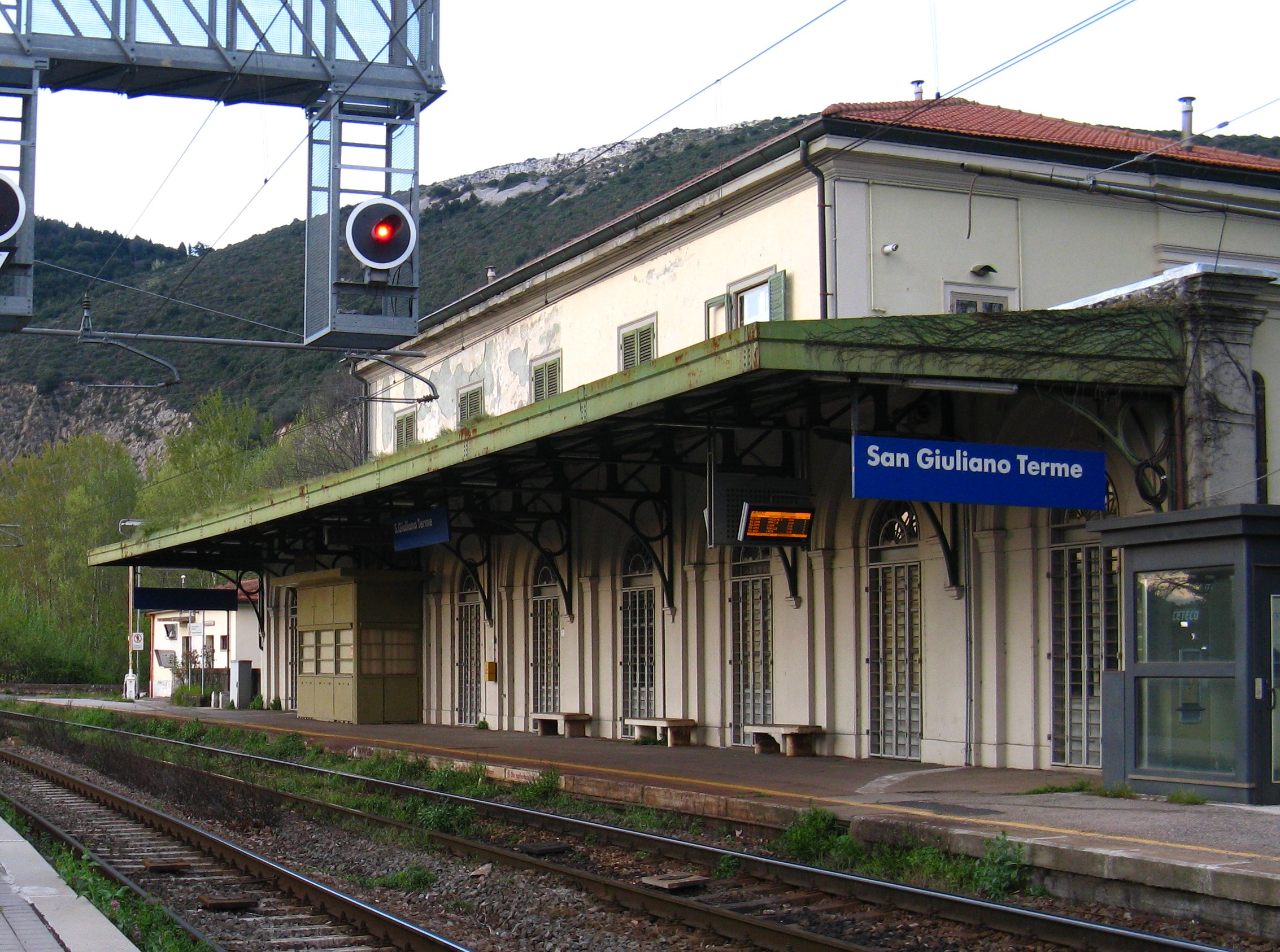
Il piazzale binari

Nel 1960 il piazzale della stazione venne elettrificato, come l'intera linea, alla tensione continua di 3.000 V. A tali lavori seguirono, alcuni anni dopo, quelli per l'automatizzazione degli impianti, che portarono nel 1980 al declassamento di San Giuliano Terme al ruolo di semplice fermata ferroviaria, disattivando il binario d'incrocio e sopprimendo biglietteria e sala d'aspetto.
Il 1º dicembre 1993 la stazione venne trasformata in fermata impresenziata.
L'ultima modifica significativa si ebbe nel 2005: allo scopo di consentire la riorganizzazione del servizio passeggeri secondo il progetto Memorario, che prevede corse cadenzate durante l'intera giornata, San Giuliano fu nuovamente trasformata in stazione, impresenziata e telecomandata da Lucca; la posa in opera dei nuovi scambi avvenne il giorno 11 ottobre.

## Infrastrutture ed impianti

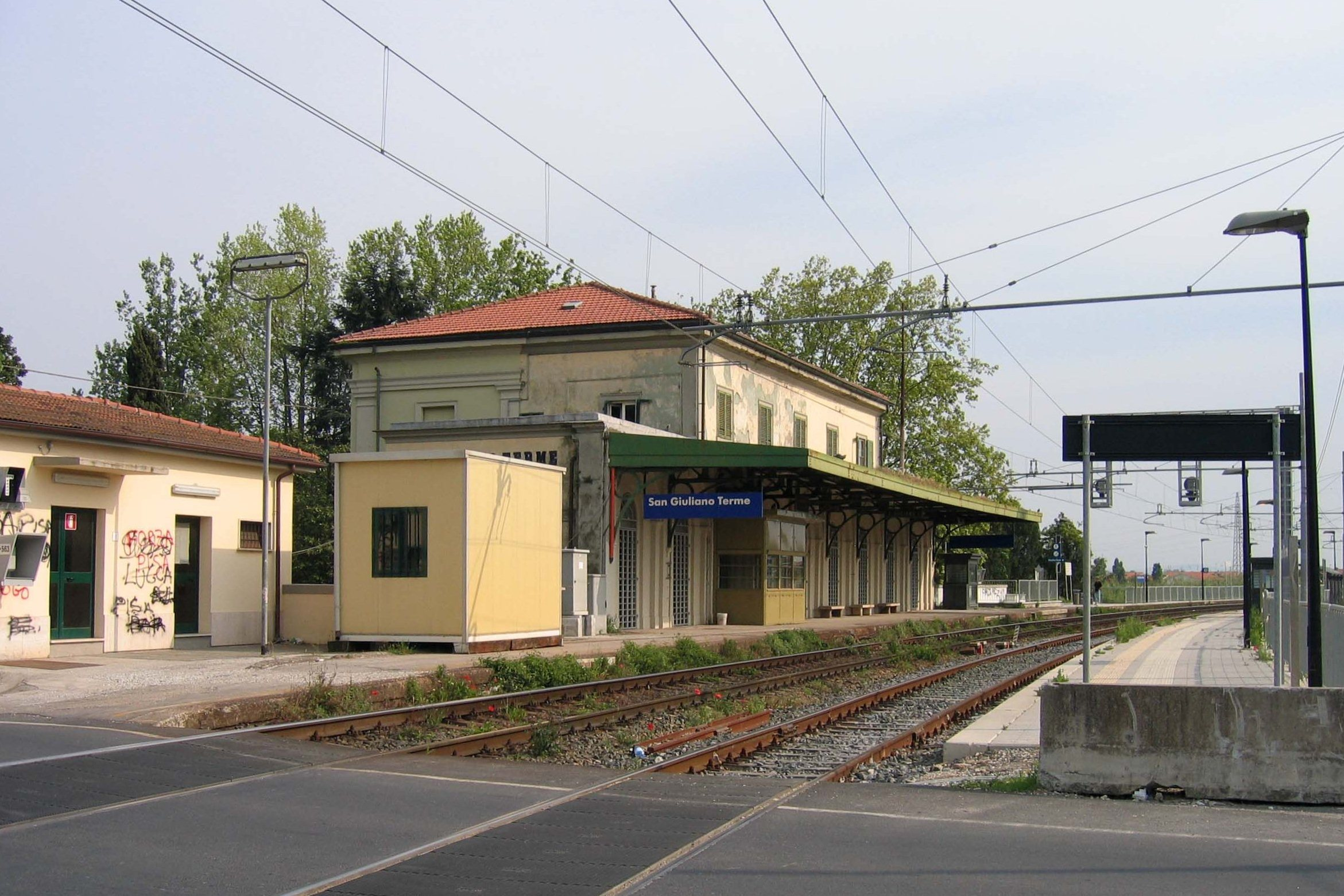
La stazione vista dall'adiacente passaggio a livello

Il fabbricato viaggiatori, risultato delle profonde trasformazioni descritte, risulta oggi costruito su 3 livelli, che si riducono a 2 sul piano ferroviario.
La significativa ristrutturazione subita all'inizio degli anni Duemila ha consentito di valorizzare i dettagli architettonici, specialmente sulla facciata, pur avendo ormai definitivamente perduto l'antico stile ottocentesco.
Dei due binari di stazione, il primo è quello di corretto tracciato, mentre il secondo è utilizzato per incroci e precedenze.

## Servizi
La stazione, che RFI classifica nella categoria "Silver", dispone dei seguenti servizi:
- Biglietteria automatica[8]

## Movimento
San Giuliano Terme è servita dalle relazioni regionali Trenitalia svolte nell'ambito dei contratti di servizio stipulati con la Regione Toscana denominati, come detto, "Memorario". La cadenza base delle corse, in entrambe le direzioni, è di 30 minuti.